# ماسافومی ترادا
ماسافومی ترادا (انگلیسی: Masafumi Terada؛ زادهٔ ۱۰ ژانویهٔ ۱۹۹۴) بازیکن فوتبال اهل ژاپن است.